# Nagyfalva
Nagyfalva (németül: Mogersdorf, szlovénül: Modinci, vendül Magdinci, vagy Moudinci) község Ausztriában, Burgenland tartományban, a Gyanafalvi járásban.

## Fekvése
Szentgotthárddal átellenben, attól 4 km-re nyugatra, a magyar határ mellett a Rába bal partján fekszik. Kerékpárút és újjáépített közút köti össze Szentgotthárddal.
A kataszteri közösségek Németlak, Mogersdorf és Lapincsolaszi.

## Nevének eredete
Az egyik elképzelés szerint Nagyfalva magyar neve a falu nagyságára, német neve pedig az ottani magyarságra utal. A másik viszont a német nevet a szlávból eredezteti. Eszerint a szentgotthárdi apátságnak volt egy Moch nevű szolgálója, akiről utóbb a falu a nevét kapta. Moch nyilván szláv volt (szlovén), mivel akkoriban Nagyfalván is számottevő volt a szlovén lakosság és az újkorban is éltek kisebb számban a németek és a magyarok mellett. Alátámasztja ezen feltevést, hogy a német és a szlovén, illetve vend név is nagy hasonlóságot mutat, ezért ma már inkább ezt az elképzelést tartják valószínűbbnek.

## Története
1187-ben "Nagyfalu" néven III. Orbán pápa kiváltságlevelében említik először, mely szerint a szentgotthárdi apátság birtokai között szerepelt. A falutól 3 km-re levő Schlösselbergen a 12. században cisztercita templom és kolostor állott. 1391-ben az apátság többi birtokával együtt a Széchyek szerezték meg. 1480-ban Hunyadi Mátyás visszaadta az újra önállóvá lett apátságnak, de halála után újra a Széchyeké. 1528-ban I. Ferdinánd az apátsággal együtt Serédy Gáspárnak adta. 1556-ban 16, 1620-ban 20, 1664-ben 30 portát számláltak a településen.
Határában zajlott 1664. augusztus 1-jén a szentgotthárdi csata Montecuccoli és Küprili nagyvezér között, melyben mintegy 2-6000 keresztény és 22-30 000 török katona esett el. A csata emlékműve a falu nyugati szélén látható Fehér Kereszt. 1840-ben állíttatta Küzmits Dániel szentgotthárdi perjel. Ugyancsak a csata emlékére emelték a Szent Anna kápolnát 1670-ben, később egy török pasa síremlékét helyezték el benne. 1677-ben a falunak 43 háza volt, ebből 4 zselléreké.
1704 júliusában a falun  keresztül szorították ki Károlyi Sándor kurucai Rabatta tábornok stájer seregével, a csata a kurucok győzelmével végződött. Ugyancsak több mint egy évvel később még egy ütközet volt itt, szintén kuruc győzelemmel, akkor Vak Bottyán ért el sikereket.
1734-ben amikor III. Károly engedélyt adott a szentgotthárdi apátság újraalapítására az első szerzetesek a Nagyfalva feletti Schlösslbergen található nyári lakban húzták meg magukat. Ezen a helyen Mária-kápolnát emeltek, ahová első négy halottjukat temették.
1787-ben 132 házában 685 lakos élt. 1828-ban 110 háza volt 708 lakossal.
Vályi András szerint "NAGYFALU. Magersdorf. Német falu Vas Várm. földes Ura a’ Csisztertzita Szerzetbéli Atyák, lakosai katolikusok, fekszik Rába vize mellett, Tótfaluval által ellenben, földgye termékeny, jobbára síkos, réttyei jók, fája, és legelője is van, piatzozások Szent Gothárdon."
Fényes Elek szerint "Nagyfalva Mogersdorf, német falu, Vas vmegyében, a Rába mellett, Sz. Gothárdhoz nyugotra 3 óranegyedre, 780 kath. lak. Szép paroch. szentegyház. Áldott határa sokban bővelkedik. Terem sok buzát, rozsot, árpát, kukoriczát, kendert. Dohánya egész Vas vmegyében legjobb. Rétjei kövérek. Legelője, fája elég. Szőlőhegye (Schlössel) pedig hires fejér borral fizet. Továbbá diszesiti e helységet a szentgothárdi apátnak jó magas dombra épült kastélya, egy gyönyörű kápolnával együtt. A kilátás innen valóban bájoló: keletre lábai alatt látja az ember Szentgothárd városát csinos lakházaival, és a Rába vize csavargos menetelét; mindjárt mellette az apátsághoz tartozó nagy kiterjedésű s hires bort termő majorsági szőlőhegyet, távolabb a virágos réteket termékeny róna szántóföldek, s ismét gyümölcsösök váltják fel; végre a hegy tövében egy pompás mulató erdő tűnik fel, melly árnyékos séta helyeivel, szüntelen változó formáival, friss csergedező forrásaival, a legszebb pihenő helyűl szolgál. – A szentgothárdi hires ütközet a helység mellett elterülő sikságon történt. A szentgothárdi uradalomhoz tartozik. Ut. p. Rába Sz. Mihály."
Vas vármegye monográfiája szerint "Nagyfalva, 150 házzal és 1100 németajkú, r. kath. és ág. ev. vallásu lakossal, a gráczi vasút mentén fekszik és annak egyik megállóhelye. Postája helyben van, távírója Szt-Gotthárd. Körjegyzőségi székhely. A lakosok hadastyán-egyletet tartanak fenn. A nagyfalvai régi kastélyban, az u. n. „Schlössli”-ben régente czisztercziták laktak. Plébániája 1667-ben már fennállott és templomát is akkor épitették."
1910-ben 2235 lakosából 2113 német, 102 magyar, 3 horvát és 17 egyéb nemzetiségű volt. A trianoni békeszerződésig Vas vármegye Szentgotthárdi járásához tartozott. 1971-ben közigazgatásilag Lapincsolaszi és Németlak községeket csatolták hozzá. 2001-ben 1213 lakosából 1163 német, 14 magyar, 8 horvát és 28 egyéb nemzetiségű lakosa volt.

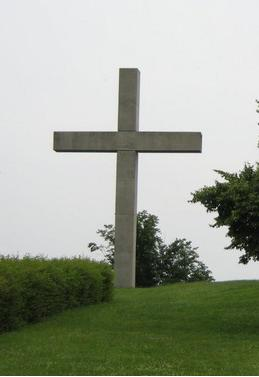
Schlösselbergi kőkereszt Nagyfalva felett a szentgotthárdi csata (1664) emlékére

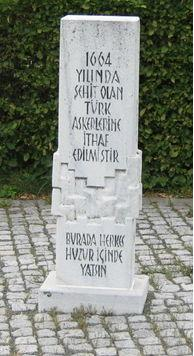
Szentgotthárdi csatában elesett törökök emlékműve

## Nevezetességei
- Szent József tiszteletére szentelt plébániatemploma 1775-ben épült barokk stílusban. Mennyezet diadalívén a szentgotthárdi csata látható. A képet 1912-ben festette Josef Rösch. A templom szószéke 18. századi. Az oltárok 1900 körül készültek.
- A falutól 3 km-re levő Schlösselbergen 12. századi cisztercita templom és kolostor állott. A szentgotthárdi csata 300. évfordulóján e helyen egy 15 m magas szürke kőkeresztet és emlékkápolnát emeltek.
- A falu nyugati szélén álló ún. Fehér Keresztet 1840-ben állította az ütközet emlékére Kuzmits Dániel szentgotthárdi perjel. A kőkereszt az egykori csatatéren, közvetlenül az országút mellett áll, talapzatán magyar, német, francia és latin nyelvű szöveg olvasható. Magyar feliratán a következő szöveg: "Itt nyugvók porai ama gyözt’len hösi fiaknak, Kik eme környéket vérökkel megnemesitették. A hit, fejedelem, s honért harcolván az durva törökkel. Az hont jármától megszabaditták. 1664."
- A Szent Anna-kápolnát a csatában elesett gróf Trautmannsdorf hitvese alapította 1670-ben. Az 1664-ben készült oltárképén Szent Anna Szűz Máriát tanítja. A kápolnában később helyezték el egy török pasa síremlékét. A 19. század végétől a csata évfordulóján minden évben török delegáció érkezik Nagyfalvára, és koszorút helyeznek el a kápolnánál.
- Temetőkápolna.
- Az egykori vámház épülete.

## Közlekedése
- Vasúton a Steirische Ostbahnon található Nagyfalva megállóhely.

## Külső hivatkozások
- Hivatalos oldal
- Várszentmiklós honlapja
- A burgenlandi települések történeti lexikona
- Magyar katolikus lexikon
- Nagyfalva mint búcsújáróhely
- Nagyfalva az Osztrák Statisztikai Hivatal honlapján